# أمبوسيتاميد
أمبوسيتاميد هو مضاد تشنج نافع في معالجة آلام الدورة الشهرية. اكتشفه بول يانسن في عام 1953.